# 北港郡
北港郡（ほっこうぐん）は、日本統治時代の台湾に存在した行政区画の一つであり、台南州に属した。

## 概要
北港街、元長庄、四湖庄、口湖庄、水林庄の1街4庄を管轄し、郡役所は北港街に置かれた。郡域は現在の雲林県北港鎮、元長郷、四湖郷、口湖郷、水林郷に当たる。
1945年3月に重慶国民政府が策定した台湾接管計画綱要地方政制により虎尾郡と合併し、北港県とする案があったが、政制の廃止により計画は消滅した。

## 歴代首長

### 郡守
- 副島寅三郎：1920年9月1日-[1]
- 隈元多市郎：1921年7月4日-[2]
- 藤黒総左衛門：1924年12月23日-[3]
- 阿部熊男：1931年8月11日-[4]
- 立川義男：1934年9月3日-[5]
- 竹中憲二：1936年10月20日-[6]
- 林弥輔[7]：1939年1月28日[8] -
- 鳥羽象三[9]：1942年4月15日[10] -